# Koya Yuruki
Koya Yuruki (født 3. juli 1995) er en japansk fodboldspiller, som spiller for den japanske fodboldklub Urawa Red Diamonds.